# Xã Newton, Quận Buchanan, Iowa
Xã Newton (tiếng Anh: Newton Township) là một xã thuộc quận Buchanan, tiểu bang Iowa, Hoa Kỳ. Năm 2010, dân số của xã này là 360 người.